# Stictomischus
Stictomischus is een geslacht van vliesvleugeligen uit de familie Pteromalidae. De wetenschappelijke naam van dit geslacht is voor het eerst geldig gepubliceerd in 1876 door Carl Gustaf Thomson.

## Soorten
Het geslacht Stictomischus omvat de volgende soorten:
- Stictomischus alveolus Huang, 1990
- Stictomischus apoianus Kamijo, 1960
- Stictomischus bellus Huang, 1990
- Stictomischus cumatilis Delucchi, 1953
- Stictomischus curvatus Kamijo, 1960
- Stictomischus elongatus Kamijo, 1960
- Stictomischus fortis Huang, 1990
- Stictomischus gangtokicus Narendran, 2011
- Stictomischus gibbus (Walker, 1833)
- Stictomischus groschkei Delucchi, 1953
- Stictomischus haleakalae Ashmead, 1901
- Stictomischus hirsutus Huang, 1990
- Stictomischus japonicus Kamijo, 1960
- Stictomischus lanceus Huang, 1990
- Stictomischus lesches (Walker, 1844)
- Stictomischus longipetiolus Huang, 1990
- Stictomischus longiventris Thomson, 1876
- Stictomischus longus Huang, 1990
- Stictomischus maculatus Delucchi, 1953
- Stictomischus marginatus Kamijo, 1960
- Stictomischus miniatus Delucchi, 1953
- Stictomischus momoii Kamijo, 1960
- Stictomischus nitens Huang, 1990
- Stictomischus nitentis Delucchi, 1955
- Stictomischus obscurus (Walker, 1833)
- Stictomischus processus Huang, 1990
- Stictomischus remotus Boucek, 1988
- Stictomischus scaposus Thomson, 1876
- Stictomischus tumidus (Walker, 1833)
- Stictomischus turneri Sureshan, 2002
- Stictomischus varitumidus Huang, 1990